# Línea Suigun
La Línea Suigun (水郡線 Suigun-sen?) es una línea férrea en las prefecturas de  Ibaraki y Fukushima, administrada por East Japan Railway Company.  
El nombre de la línea incluye un kanji de cada una de las dos terminales extremas, Mito (水戸) y Kōriyama (郡山), es decir 水郡.

## Características y servicios
La Línea  Suigun es una vía férrea de 147 km no electrificada.
La línea posee 45 estaciones, la estación Mito es la inicial y la Estación Kōriyama (no perteneciente a la Línea Suigun) es la terminal. En la Estación Kami-Sugaya parte el Ramal Hitachi-Ōta con destino a la Estación Hitachi-Ōta.
Generalmente sale un tren cada una a dos horas, pero entre las estaciones Mito y Kami-Sugaya aumenta de uno a dos trenes por hora. Sólo unos 13 trenes por día recorren toda la longitud de la línea. La mayoría de los servicios son de la Estación Mito a las estaciones Hitachi-Ōmiya, a Hitachi-Daigo, y a Hitachi-Ōta por el Ramal Hitachi-Ōta. Entre las estaciones Hitachi-Daigo y Kōriyama hay pocos trenes, con una periodicidad de cada dos a tres horas, durante el mediodía que no hay servicio.
Otros trenes debido a las estaciones del año se agregan en ciertos días durante el año.

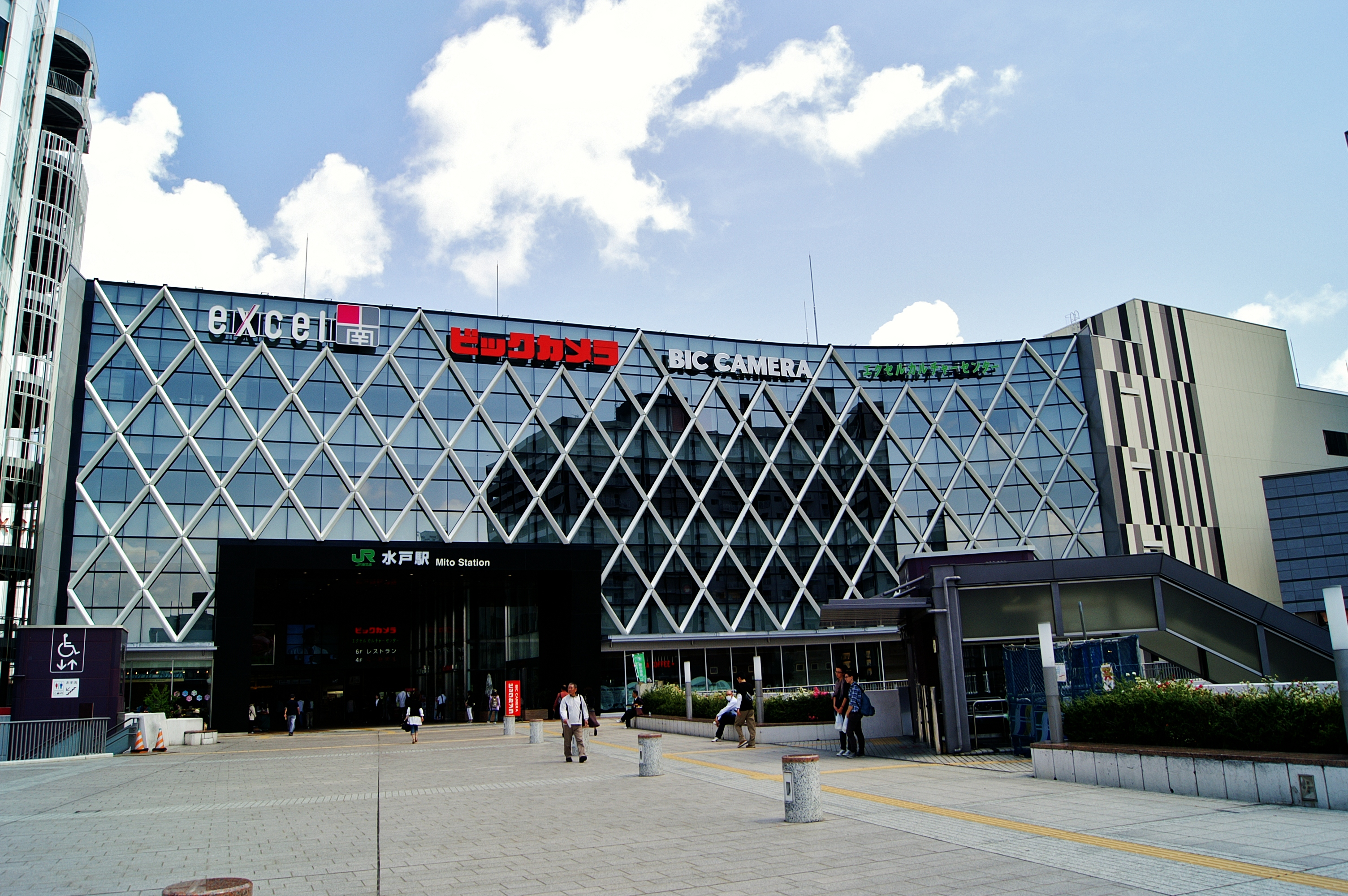
Estación Mito

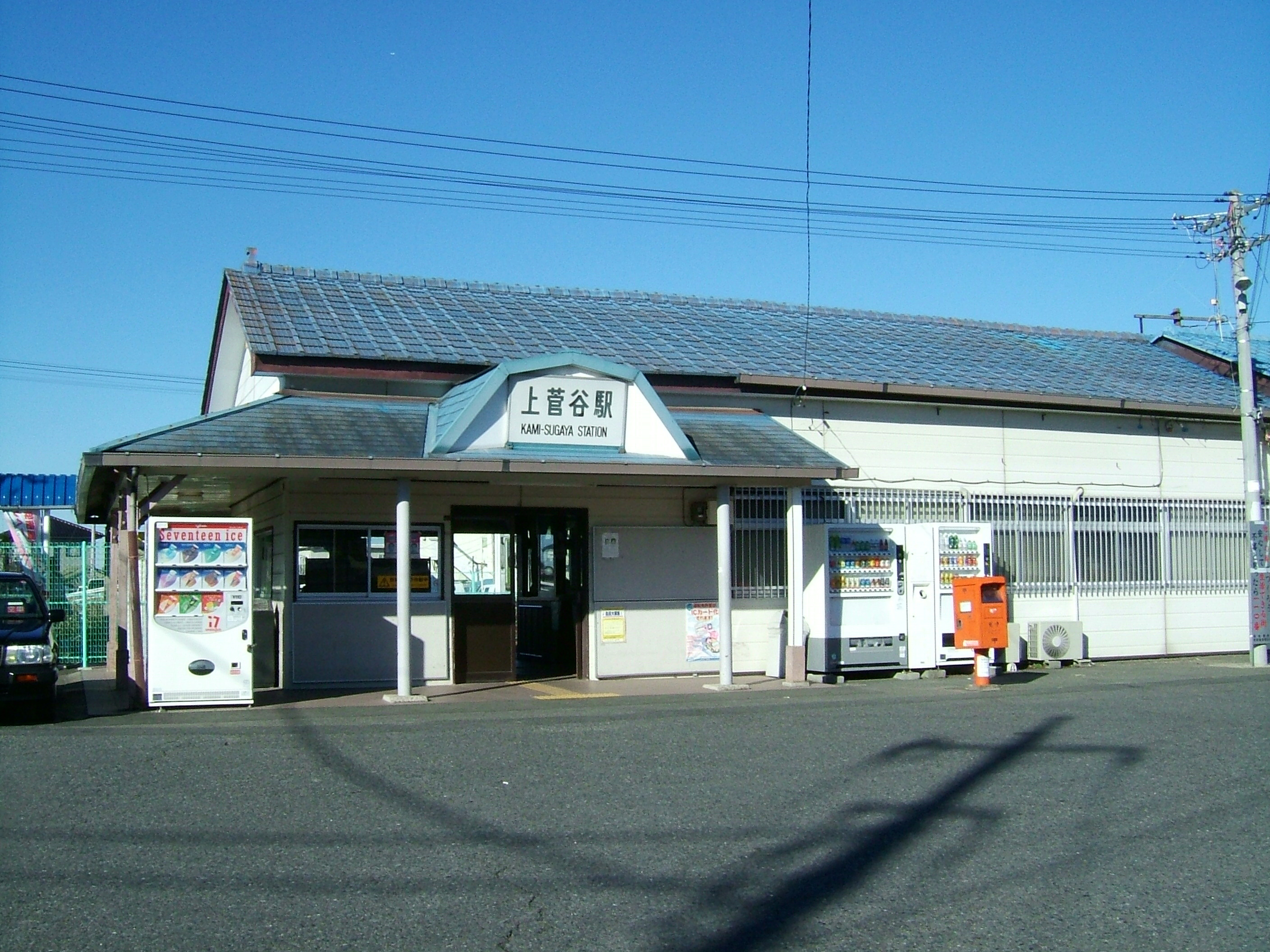
Estación Kami-Sugaya

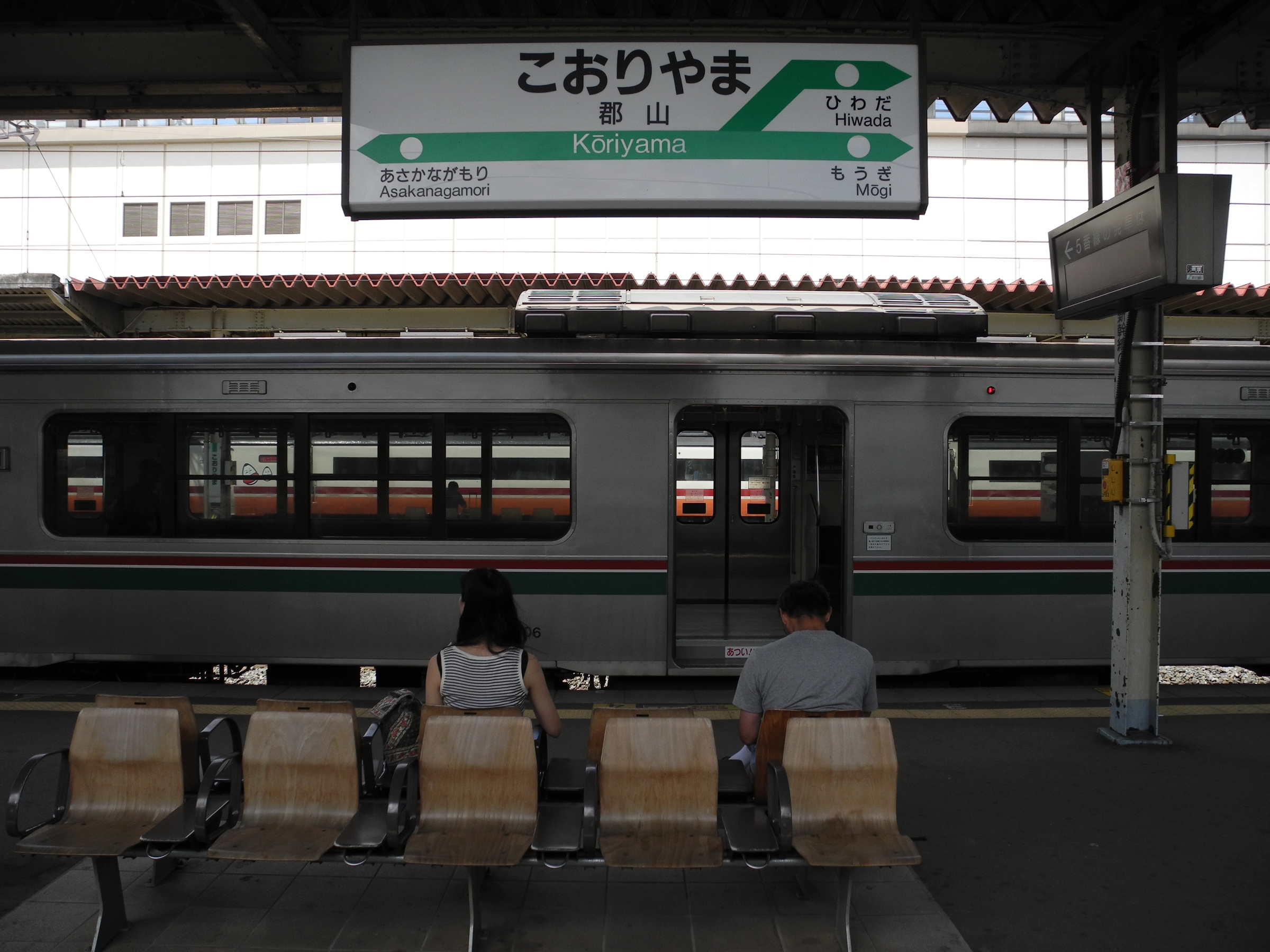
Estación Kōriyama

## Estaciones
- Todas las estaciones de la línea principal y de la línea ramal son servidas por los trenes locales.

### Línea principal
| Estacíón | Nombre japonés | Distancia (km)   | Distancia (km) | Conexiones |    | Localización | Localización |
| Estacíón | Nombre japonés | Entre estaciones | Total          | Conexiones |    | Localización | Localización |
| --- | -------------- | ---------------- | -------------- | --- | -- | ------------ | ------------ |
| Mito | 水戸           | 0                | 0              | ■ Línea Jōban ■ Línea Ōarai Kashima | ∨  | Mito         | Ibaraki      |
| Hitachi-Aoyagi | 常陸青柳       | 1.9              | 1.9            | | ◇  | Hitachinaka  | Ibaraki      |
| Hitachi-Tsuda | 常陸津田       | 2.2              | 4.1            | | ｜ | Hitachinaka  | Ibaraki      |
| Godai | 後台           | 2.4              | 6.5            | | ｜ | Naka         | Ibaraki      |
| Shimo-Sugaya | 下菅谷         | 1.3              | 7.8            | | ◇  | Naka         | Ibaraki      |
| Naka-Sugaya | 中菅谷         | 1.2              | 9.0            | | ｜ | Naka         | Ibaraki      |
| Kami-Sugaya | 上菅谷         | 1.1              | 10.1           | ■ Línea Suigun (Ramal Hitachi-Ōta) | ◇  | Naka         | Ibaraki      |
| Hitachi-Kōnosu | 常陸鴻巣       | 3.3              | 13.4           | | ｜ | Naka         | Ibaraki      |
| Urizura | 瓜連           | 3.3              | 16.7           | | ◇  | Naka         | Ibaraki      |
| Shizu | 静             | 1.4              | 18.1           | | ｜ | Naka         | Ibaraki      |
| Hitachi-Ōmiya | 常陸大宮       | 5.3              | 23.4           | | ◇  | Hitachiōmiya | Ibaraki      |
| Tamagawamura | 玉川村         | 5.4              | 28.8           | | ◇  | Hitachiōmiya | Ibaraki      |
| Nogamihara | 野上原         | 3.7              | 32.5           | | ｜ | Hitachiōmiya | Ibaraki      |
| Yamagatajuku | 山方宿         | 2.7              | 35.2           | | ◇  | Hitachiōmiya | Ibaraki      |
| Naka-Funyū | 中舟生         | 2.7              | 37.9           | | ｜ | Hitachiōmiya | Ibaraki      |
| Shimo-Ogawa | 下小川         | 2.8              | 40.7           | | ◇  | Hitachiōmiya | Ibaraki      |
| Saigane | 西金           | 3.4              | 44.1           | | ｜ | Daigo        | Ibaraki      |
| Kami-Ogawa | 上小川         | 3.2              | 47.3           | | ◇  | Daigo        | Ibaraki      |
| Fukuroda | 袋田           | 4.5              | 51.8           | | ｜ | Daigo        | Ibaraki      |
| Hitachi-Daigo | 常陸大子       | 3.8              | 55.6           | | ◇  | Daigo        | Ibaraki      |
| Shimonomiya | 下野宮         | 6.4              | 62.0           | | ｜ | Daigo        | Ibaraki      |
| Yamatsuriyama | 矢祭山         | 4.9              | 66.9           | | ｜ | Yamatsuri    | Fukushima    |
| Higashidate | 東館           | 4.1              | 71.0           | | ◇  | Yamatsuri    | Fukushima    |
| Minami-Ishii | 南石井         | 2.8              | 73.8           | | ｜ | Yamatsuri    | Fukushima    |
| Iwaki-Ishii | 磐城石井       | 1.1              | 74.9           | | ｜ | Yamatsuri    | Fukushima    |
| Iwaki-Hanawa | 磐城塙         | 6.4              | 81.3           | | ◇  | Hanawa       | Fukushima    |
| Chikatsu | 近津           | 5.1              | 86.4           | | ｜ | Tanagura     | Fukushima    |
| Nakatoyo | 中豊           | 2.4              | 88.8           | | ｜ | Tanagura     | Fukushima    |
| Iwaki-Tanakura | 磐城棚倉       | 1.7              | 90.5           | | ◇  | Tanagura     | Fukushima    |
| Iwaki-Asakawa | 磐城浅川       | 6.5              | 97.0           | | ◇  | Asakawa      | Fukushima    |
| Satoshiraishi | 里白石         | 3.0              | 100.0          | | ｜ | Asakawa      | Fukushima    |
| Iwaki-Ishikawa | 磐城石川       | 5.3              | 105.3          | | ◇  | Ishikawa     | Fukushima    |
| Nogisawa | 野木沢         | 4.8              | 110.1          | | ｜ | Ishikawa     | Fukushima    |
| Kawabeoki | 川辺沖         | 2.5              | 112.6          | | ｜ | Tamakawa     | Fukushima    |
| Izumigō | 泉郷           | 2.7              | 115.3          | | ｜ | Tamakawa     | Fukushima    |
| Kawahigashi | 川東           | 6.9              | 122.2          | | ◇  | Sukagawa     | Fukushima    |
| Oshioe | 小塩江         | 3.8              | 126.0          | | ｜ | Sukagawa     | Fukushima    |
| Yatagawa | 谷田川         | 2.9              | 128.9          | | ◇  | Kōriyama     | Fukushima    |
| Iwaki-Moriyama | 磐城守山       | 3.2              | 132.1          | | ｜ | Kōriyama     | Fukushima    |
| Asaka-Nagamori | 安積永盛       | 5.4              | 137.5          | ■ Línea principal Tōhoku → para Estación Kuroiso en Nasushiobara (Tochigi) | ∧  | Kōriyama     | Fukushima    |
| Aunque la Línea Suigun termina oficialmente en la Estación Asaka-Nagamori, todos los trenes que llegan a esta estación continúan hasta la Estación Kōriyama, recorriendo un tramo corto dentro de la Línea principal Tōhoku. |                |                  |                | |    |              |              |
| Kōriyama | 郡山           | 4.9              | n/a            | Tōhoku Shinkansen ■ Línea principal Tōhoku → para Estación Fukushima en Fukushima (Fukushima) ■ Línea Ban'etsu East ■ Línea Ban'etsu West Yamagata Shinkansen conexión en Estación Fukushima en Fukushima (Fukushima) | ∥  | Kōriyama     | Fukushima    |

n/a: no aplica
Información de paso de trenes
- Pista de dos vías: "∥"
- Adelantan o cruzan trenes: "◇", "∨", "^"
- No cruzan trenes: "｜"

### Ramal Hitachi-Ōta
Ramal Hitachi-Ōta (Línea Okukuji-seiryū 奥久慈-清流ライン).

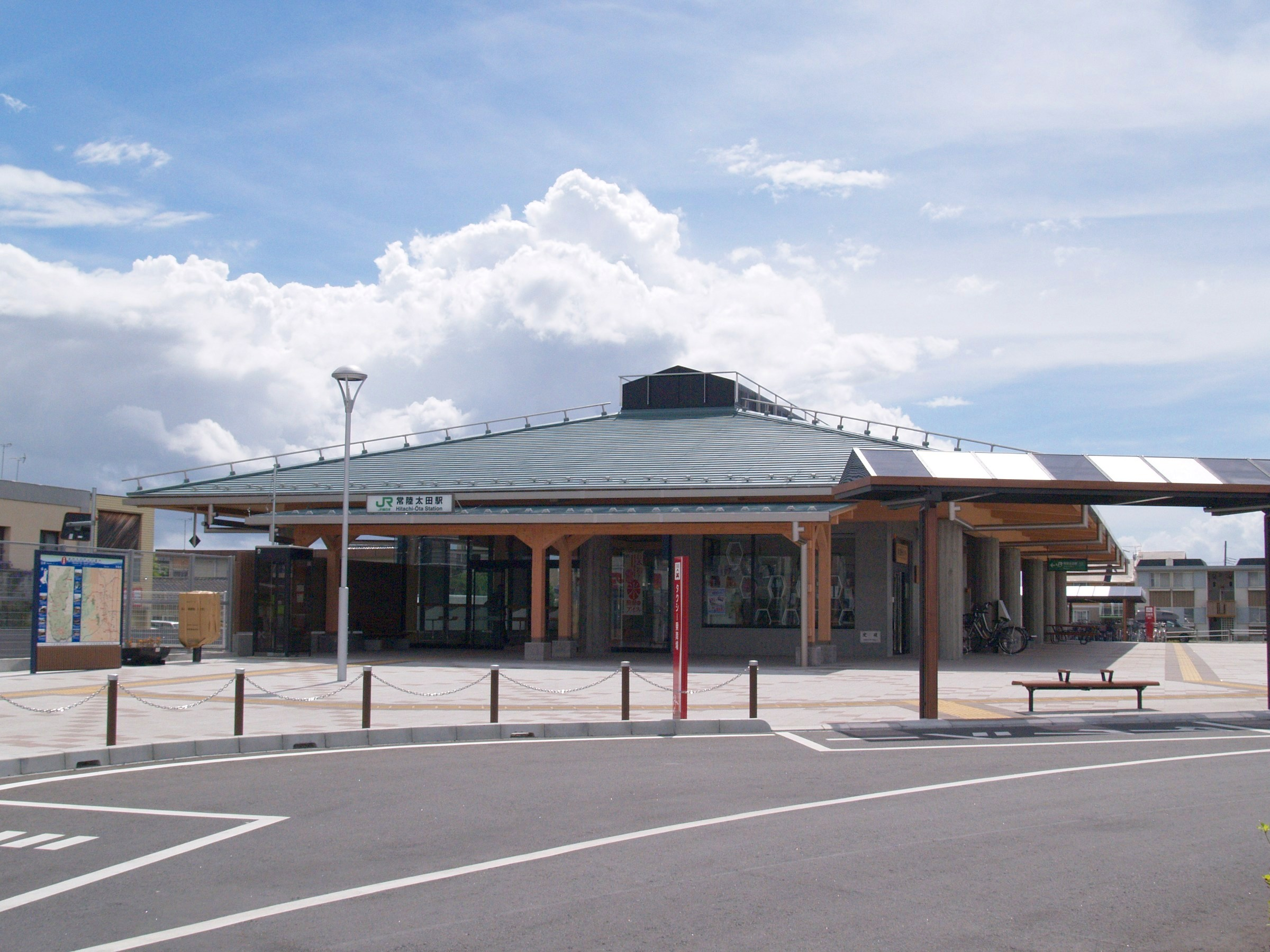
Estación Hitachi-Ōta

| Estación       | Nombre japonés | Distancia desde Kami-Sugaya (km) | Distancia desde Kami-Sugaya (km) | Conexiones                       | Localización | Localización |
| Estación       | Nombre japonés | Entre estaciones                 | Total                            | Conexiones                       | Localización | Localización |
| -------------- | -------------- | -------------------------------- | -------------------------------- | -------------------------------- | ------------ | ------------ |
| Kami-Sugaya    | 上菅谷         | 0                                | 0                                | ■ Línea Suigun (Línea principal) | Naka         | Ibaraki      |
| Minami-Sakaide | 南酒出         | 2.5                              | 2.5                              |                                  | Naka         | Ibaraki      |
| Nukada         | 額田           | 1.1                              | 3.6                              |                                  | Naka         | Ibaraki      |
| Kawai          | 河合           | 3.1                              | 6.7                              |                                  | Hitachiōta   | Ibaraki      |
| Yagawara       | 谷河原         | 1.5                              | 8.2                              |                                  | Hitachiōta   | Ibaraki      |
| Hitachi-Ōta    | 常陸太田       | 1.3                              | 9.5                              |                                  | Hitachiōta   | Ibaraki      |

## Apertura
La línea se abrió el 14 de noviembre de 1897.